# Oligomyrmex taiponicus
Oligomyrmex taiponicus är en myrart som beskrevs av Wheeler 1928. Oligomyrmex taiponicus ingår i släktet Oligomyrmex och familjen myror. Inga underarter finns listade i Catalogue of Life.